# ويليام بورتر باين
ويليام بورتر باين (بالإنجليزية: William Porter Payne)‏ هو سياسي أمريكي، ولد في 13 أكتوبر 1947 في أثينا في الولايات المتحدة.

## روابط خارجية
- ويليام بورتر باين على موقع أوليمبيديا (الإنجليزية)
- ويليام بورتر باين على موقع قاعة جورجيا للمشاهير الرياضية (مؤرشف) (الإنجليزية)